# James I. Dolliver

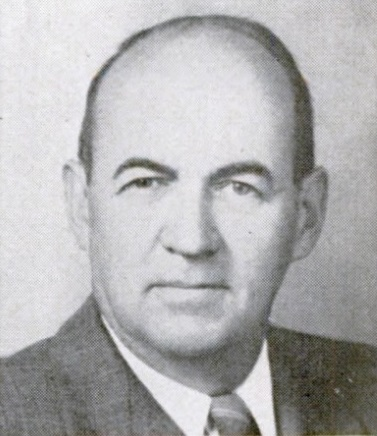
James I. Dolliver, 1953

James Isaac Dolliver (* 31. August 1894 in Park Ridge, Illinois; † 10. Dezember 1978 in Rolla, Missouri) war ein US-amerikanischer Politiker. Zwischen 1945 und 1957 vertrat er den Bundesstaat Iowa im US-Repräsentantenhaus.

## Werdegang
James Dolliver besuchte die öffentlichen Schulen seiner Heimat und dann die in Hot Springs (South Dakota). Anschließend setzte er seine Ausbildung bis 1915 am Morningside College in Sioux City (Iowa) fort. In den Jahren 1915 bis 1917 war er in den Orten Alta und Humboldt als Lehrer tätig. Während des Ersten Weltkrieges war er einfacher Soldat in einer Nachrichteneinheit. Er wurde nicht auf dem europäischen Kriegsschauplatz eingesetzt.
Nach einem anschließenden Jurastudium an der University of Chicago und seiner im Jahr 1921 erfolgten Zulassung als Rechtsanwalt begann er in Chicago in seinem neuen Beruf zu praktizieren. Im Jahr 1922 zog er nach Fort Dodge in Iowa. Zwischen 1924 und 1929 war Dolliver Bezirksstaatsanwalt im Webster County; von 1938 bis 1945 saß er im Schulausschuss von Fort Dodge. Außerdem praktizierte er als privater Rechtsanwalt.
Dolliver war Mitglied der Republikanischen Partei. Im Jahr 1942 bewarb er sich erfolglos um die republikanische Nominierung seiner Partei für die Wahlen zum US-Senat. 1944 wurde er im sechsten Wahlbezirk von Iowa in das US-Repräsentantenhaus in Washington, D.C. gewählt, wo er am 3. Januar 1945 die Nachfolge von Fred C. Gilchrist antrat, den er in den Vorwahlen seiner Partei geschlagen hatte. Nach fünf Wiederwahlen konnte er bis zum 3. Januar 1957 sechs zusammenhängende Legislaturperioden im Kongress absolvieren. In diese Zeit fielen das Ende des Zweiten Weltkriegs, der Koreakrieg und der Beginn des Kalten Krieges. Im Jahr 1951 wurde im Kongress der 22. Verfassungszusatz beraten und verabschiedet, der die Amtszeit des US-Präsidenten auf zwei Legislaturperioden begrenzte. Bei den Wahlen des Jahres 1956 unterlag Dolliver dem Demokraten Merwin Coad.
Nach seiner Zeit im Repräsentantenhaus war Dolliver von 1957 bis 1959 juristischer Berater der International Corporation Administration für den Nahen Osten. Im Jahr 1959 zog sich Dolliver in den Ruhestand zurück, den er in Spirit Lake verbrachte. Er starb am 10. Dezember 1978 in Rolla (Missouri) und wurde in Fort Dodge beigesetzt.